# たかね
たかね（ローマ字：JDS Takane, MSC-640、YAS-91）は、海上自衛隊の掃海艇。たかみ型掃海艇の11番艇。艇名は高根島に由来する。旧海軍鵜来型海防艦「高根」に次いで日本の艦艇としては2代目。

## 艦歴
「たかね」は、第4次防衛力整備計画に基づく昭和47年度計画掃海艇340号艇として、日本鋼管鶴見造船所で1973年4月26日に起工され、1974年3月8日に進水、1974年8月28日に就役し、同日付で第1掃海隊群隷下に新編された第45掃海隊に「あわじ」、「むづき」とともに編入された。定係港は呉。
1986年3月27日、第45掃海隊が呉地方隊阪神基地隊に編入。
1990年11月28日、特務船に種別変更され、船籍番号がYAS-91に変更。佐世保地方隊隷下の佐世保港務隊に編入。
1997年2月21日、除籍。